# Donji Stoliv
Donji Stoliv (cyr. Доњи Столив) – wieś w Czarnogórze, w gminie Kotor. W 2011 roku liczyła 352 mieszkańców.